# Ouroux-en-Morvan
Ouroux-en-Morvan este o comună în departamentul Nièvre din centrul Franței. În 2009 avea o populație de 657 de locuitori.

## Evoluția populației
| An        | 1975  | 1982  | 1990 | 1999 | 2006 | 2009 |
| --------- | ----- | ----- | ---- | ---- | ---- | ---- |
| Populație | 1.051 | 1.010 | 838  | 670  | 666  | 657  |